# Oto Šolc
Oto Šolc (Karlovac, 26. svibnja 1913. – Zagreb, 7. prosinca 1994.), hrvatski književnik, prevoditelj. knjižničar i književni urednik.
Radio je kao srednjoškolski profesor, knjižničar, tajnik Drame HNK te kao glavni urednik nakladne kuće Mladost. Bio je pjesnik, esejist i prevoditelj. Njegov povijesni opus obilježava melankoličnost, a zaokupljen je tragičnošću ljudske egzistencije.

## Zbirke pjesama
- Zvuci i dodiri,
- Ranjena ptica,
- Hljeb nasušni,
- Tišina,
- Requiem.

## Posljednje počivalište
Oto Šolc pokopan je 10. prosinca 1994. godine na groblju Dubovac u Karlovcu.